# Голям канчил
Голям канчил (Tragulus napu) е вид бозайник от семейство Мишевидни елени (Tragulidae).

## Разпространение и местообитание
Разпространен е в Бруней, Индонезия, Малайзия, Мианмар, Сингапур и Тайланд.